# 20. říjen
20. říjen je 293. den roku podle gregoriánského kalendáře (294. v přestupném roce). Do konce roku zbývá 72 dní. Svátek má Vendelín.

## Události

### Česko
- 1860 – Císař František Josef I. vydal tzv. Říjnový diplom.
- 1938 – Komunistická strana Československa zakázána.
- 1977 – Při havárii vrtulníku na bratislavském letišti zahynula Viera Husáková, manželka československého prezidenta Gustáva Husáka.[1]
- 1990 – Vznik Občanské demokratické aliance (ODA) jako samostatné politické strany.

### Svět

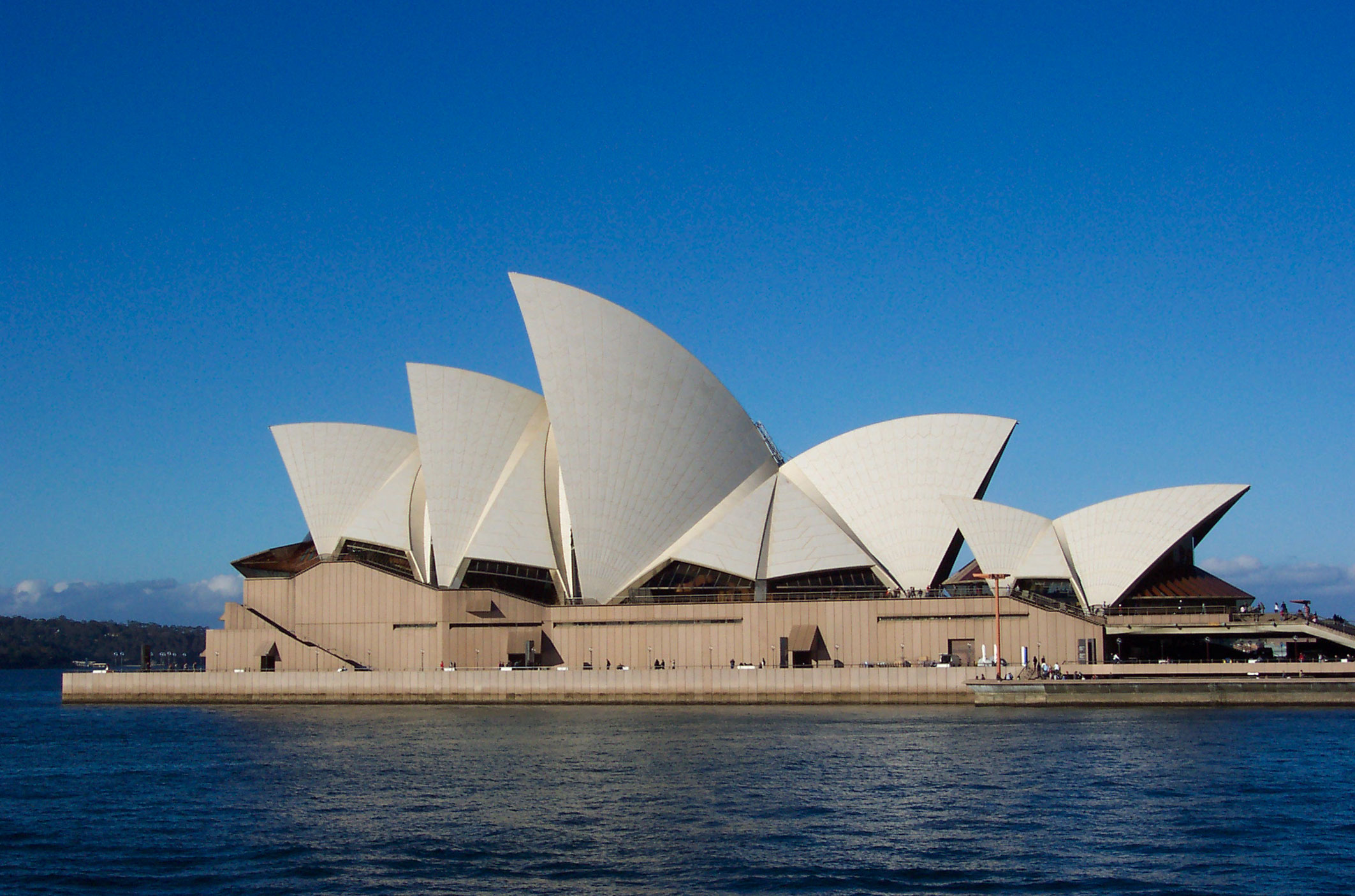
Opera v Sydney

- 1740 – Marie Terezie se stala panovnicí Habsburské monarchie.
- 1827 – Britské, francouzské a ruské námořní síly zničily spojenou tureckou a egyptskou flotu v bitvě u Navarina, což bylo rozhodujícím momentem řecké osvobozenecké války.
- 1883 – Mírovou smlouvou v Ancónu byla ukončena Druhá tichomořská válka mezi Chile a Peru.
- 1955 – Vyšel poslední díl trilogie Johna Ronalda Reuela Tolkiena – Pán prstenů – Návrat krále.
- 1973 – Otevřena budova Opery v Sydney.
- 1982 – Při tlačenici během fotbalového utkání na moskevském stadionu Lužniki zahynulo 66 lidí a 61 jich bylo zraněno.
- 1991 – Při zemětřesení o síle 6,8 momentové škály u severoindického města Uttarkashi ve státě Uttarákhand zahynulo přes 1 000 lidí.
- 1994 – Sedmá sloka písně Zdravljica se stala slovinskou hymnou.
- 2011 – Skončila další fáze libyjské občanské války, v Syrtě byl dopaden a zabit libyjský diktátor Muammar Kaddáfí.

## Narození

### Česko

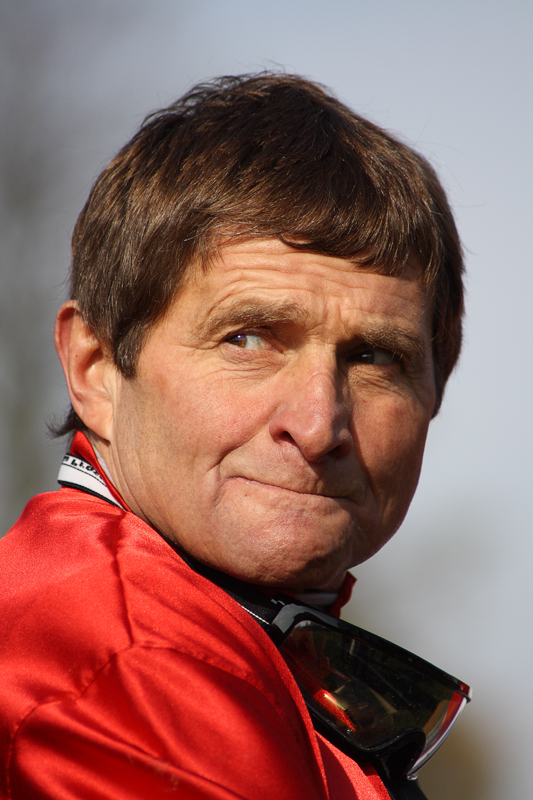
Josef Váňa (* 1952)

- 1812 – Cyprián Lelek, katolický kněz a slezský buditel († 5. dubna 1883)
- 1829 – František rytíř Stejskal, policejní prezident ve Vídni a v Praze († 25. srpna 1898)
- 1833 – Karel Linha, právník a sokolský funkcionář († 9. října 1887)
- 1838 – Hugo Toman, právník a historik († 19. března 1898)
- 1839 – Rudolf Alter, poslanec Českého zemského sněmu a Říšské rady († 15. října 1917)
- 1840 – Julius Ernst Födisch, historik, pedagog († 13. února 1877)
- 1844 – Emanuel Engel, český lékař a politik († 26. října 1907)
- 1856 – František Josef z Auerspergu, český podnikatel († 19. listopadu 1938)
- 1857 – František Mareš, lékař, filosof a nacionalistický politik († 6. února 1942)
- 1861 – Bronislava Herbenová, spisovatelka a překladatelka († 7. března 1941)
- 1871
  - Hubert Gessner, česko-rakouský architekt († 24. dubna 1943)
  - Jáchym Havlena, československý politik († ?)
- 1873 – František Myslivec, kněz, národopisec, folklorista († 21. srpna 1934)
- 1880 – Rudolf Saudek, sochař a grafik († 19. července 1965)
- 1881 – Karel Moudrý, československý politik († 1948)
- 1886 – Jan Loevenstein, ekonom a pedagog († 1. května 1932)
- 1892 – Josef Dostál, archivář a překladatel († 26. února 1955)
- 1906 – Karel Jurek, moravský kronikář v Archlebově († 1998)
- 1912 – Miroslav Příhoda, varhaník a hudební skladatel († 11. června 1988)
- 1916 – Evžen Peřina, spisovatel, pedagog a překladatel knih ze slovenštiny († ? 1990)
- 1923 – Otfried Preußler, německý spisovatel († 18. února 2013)
- 1924 – Vladimír Tesař, malíř, ilustrátor, grafik, typograf a scénograf († 12. října 2008)
- 1930 – Miloslav Bureš, hudebník a trumpetista († 26. října 1978)
- 1940 – Jiří Rückl, politik a podnikatel († 11. září 2017)
- 1951 – Pavel Mára, fotograf
- 1952 – Josef Váňa, žokej a trenér
- 1954 – Alois Kánský, římskokatolický kněz, publicista a spisovatel († 31. října 2008)
- 1963 – Ivan Vlček, hokejista
- 1964 – Petra Procházková, novinářka a humanitární pracovnice
- 1965 – Jiří Papež, politik
- 1974 – Radek Novotný, reprezentant v orientačním běhu
- 1978 – Svatoslav Ton, atlet-výškař

### Svět

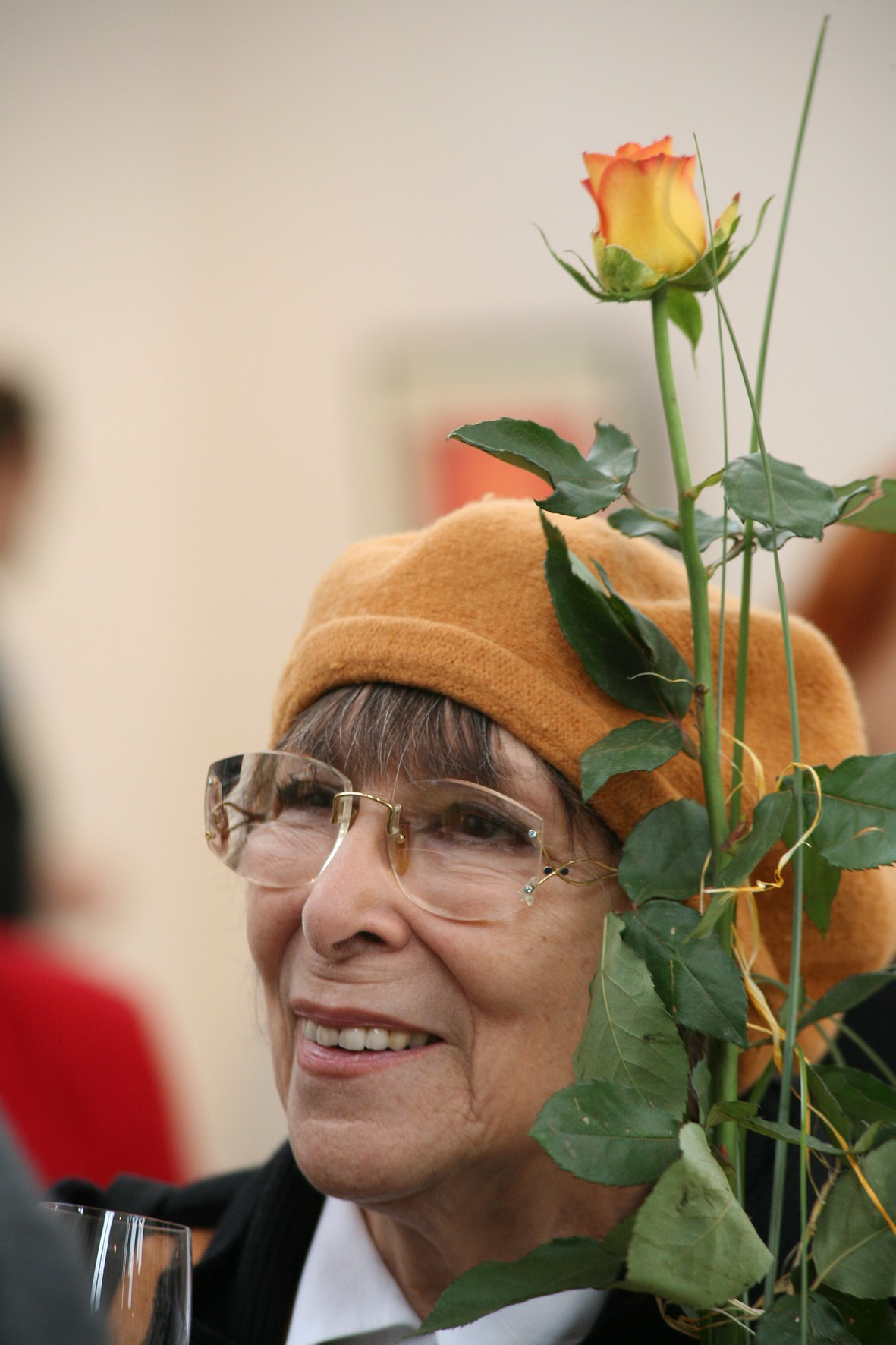
Hana Hegerová (1931–2021)

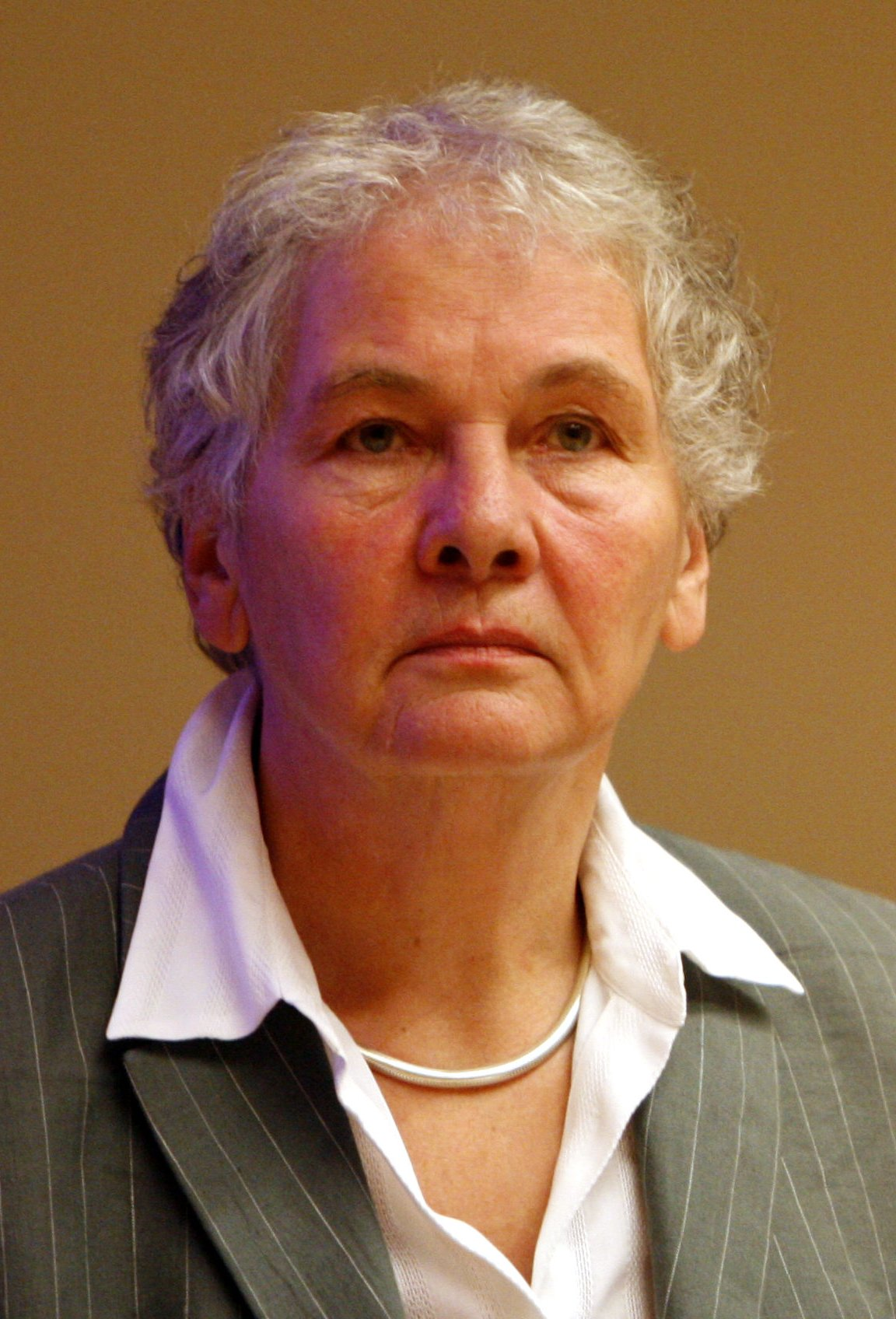
Christiane Nüssleinová-Volhardová (* 1942)

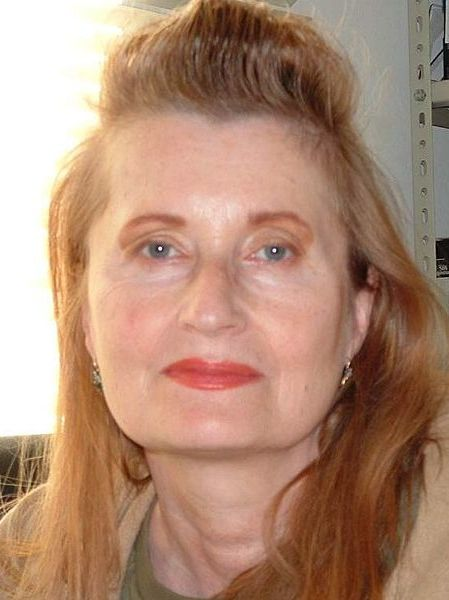
Elfriede Jelineková (* 1946)

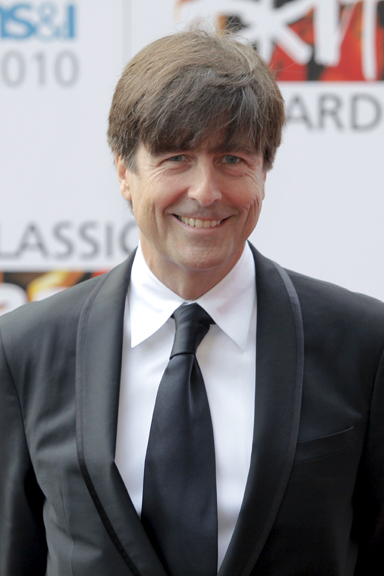
Thomas Newman (* 1955)

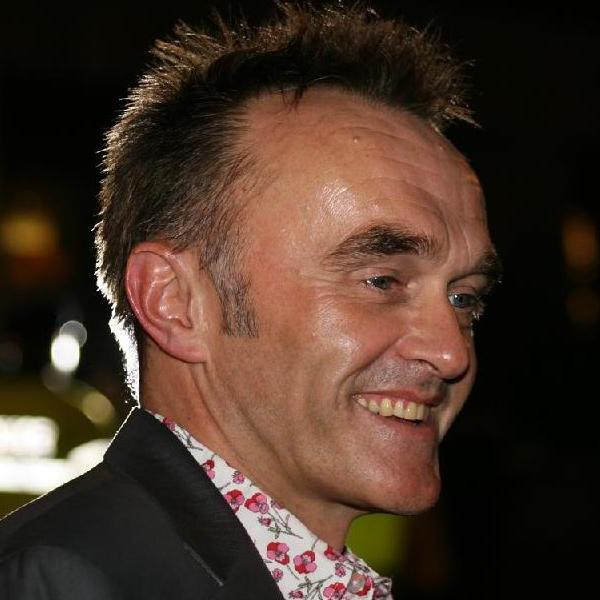
Danny Boyle (* 1956)

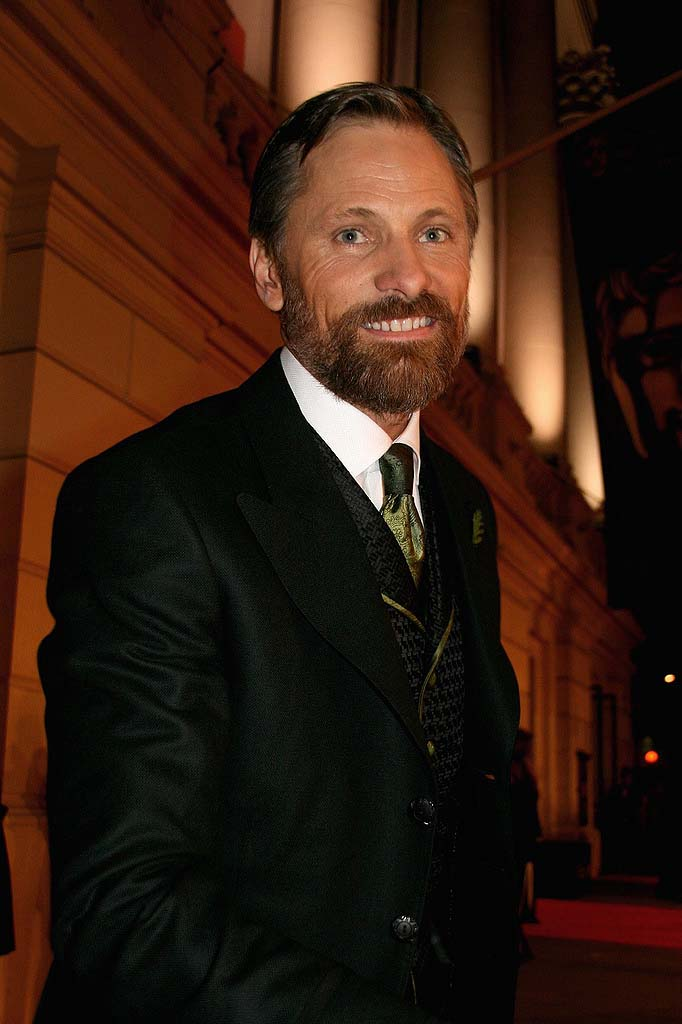
Viggo Mortensen (* 1958)

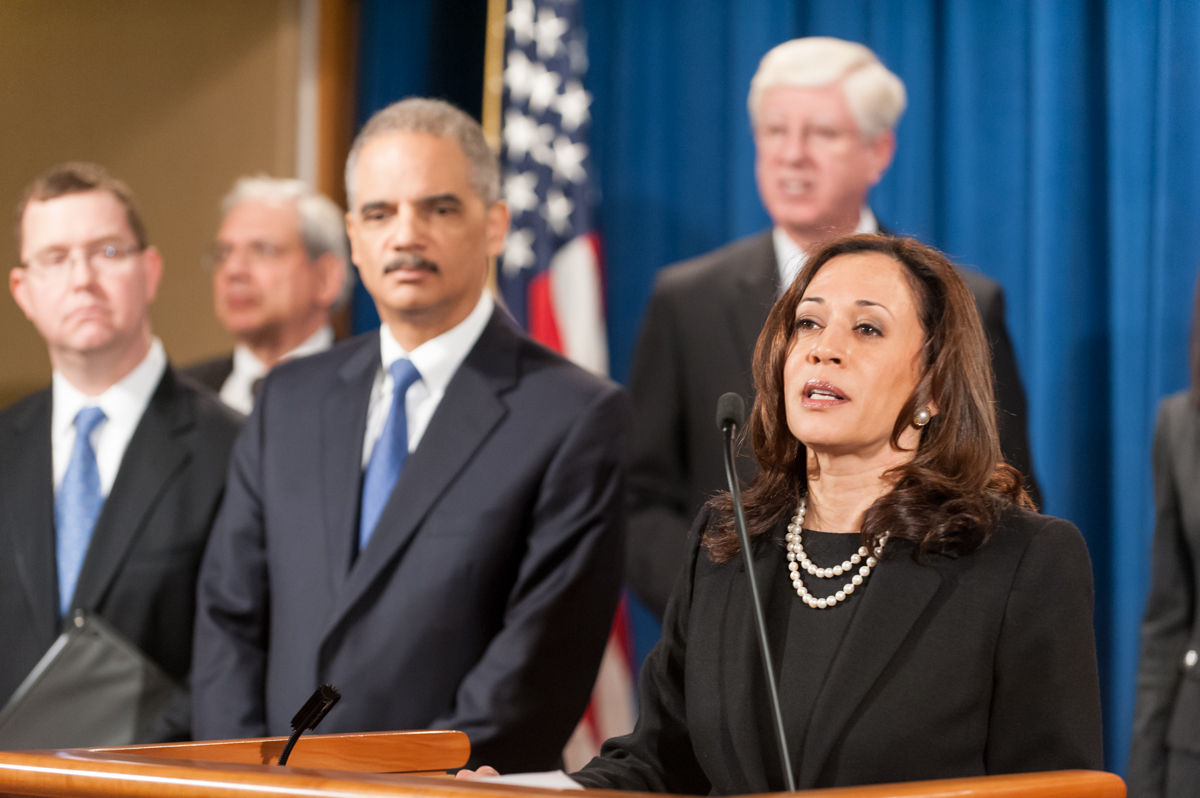
Kamala Harris (* 1964)

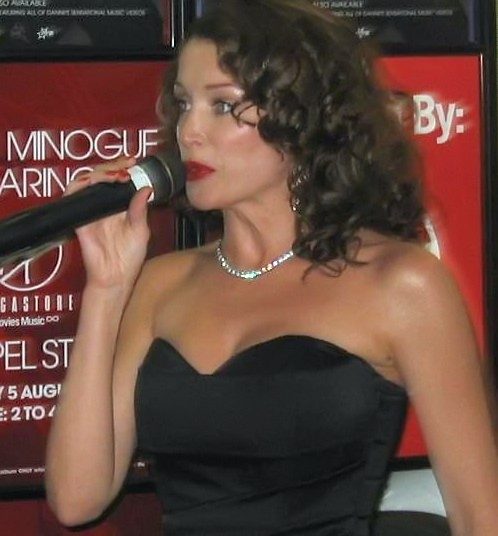
Dannii Minogue (* 1971)

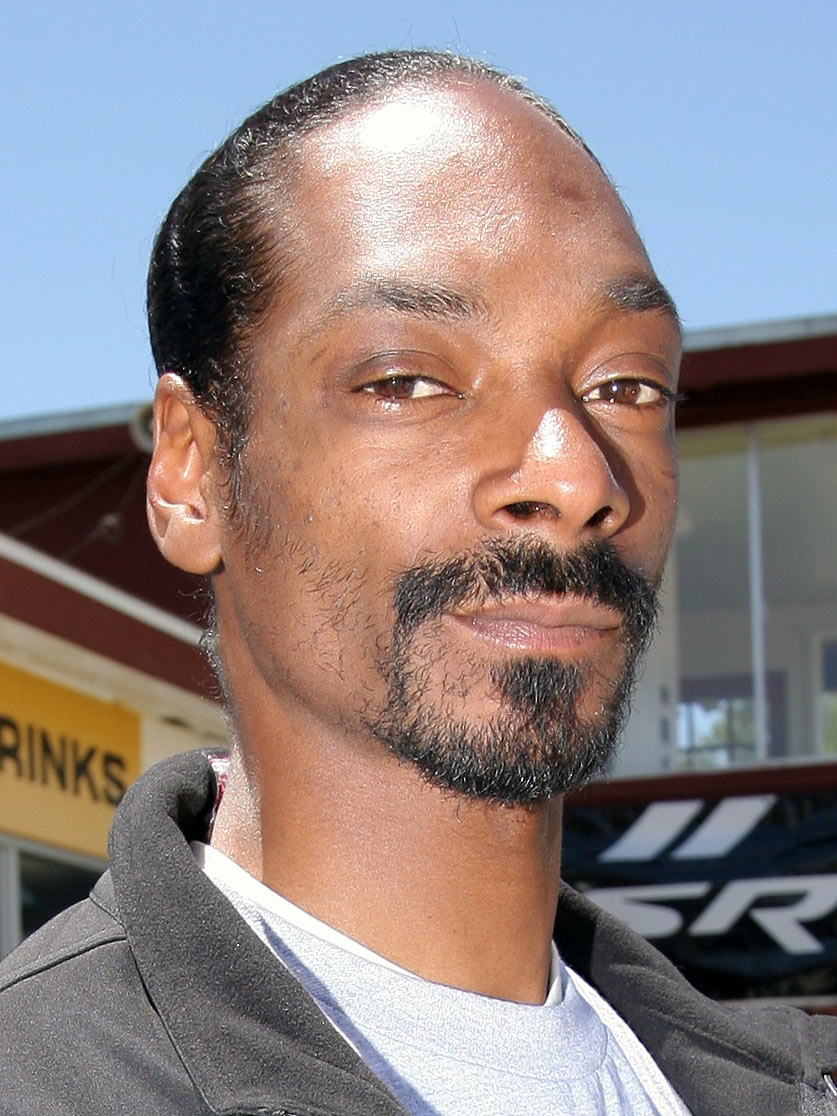
Snoop Dogg (* 1971)

- 1469 – Guru Nának, zakladatel sikhismu († 7. května 1539)
- 1554 – Bálint Balassi, maďarský renesanční básník († 30. května 1594)
- 1620 – Aelbert Cuyp, holandský malíř († 15. listopadu 1691)
- 1632 – Sir Christopher Wren, anglický architekt († 1723)
- 1677 – Stanisław Leszczyński, polský král a vévoda lotrinský († 23. února 1766)
- 1682 – Marie Krescencie Höss, bavorská řeholnice a mystička, katolická světice († 5. dubna 1744)
- 1733 – Adam Naruszewicz, polský osvícenský literát a historik († 6. července 1796)
- 1760 – Alexandre de Lameth, francouzský voják a politik († 18. března 1829)
- 1768 – Jules Armand Louis de Rohan, francouzský šlechtic z rodiny Rohanů a voják († 13. ledna 1836)
- 1770 – Janko Drašković, chorvatský národní buditel († 14. ledna 1856)
- 1784 – Henry Temple, britský státník († 18. října 1865)
- 1819 – Sajjid Alí Muhammad, zakladatel bábismu († 9. července 1850)
- 1839 – Hraběnka Marie Festeticsová, první dvorní dáma rakouské císařovny Sissi († 17. dubna 1923)
- 1847 – Oscar Swahn, sportovní střelec († 1. května 1927)
- 1850 – Béla Gerster, uherský inženýr a stavitel († 3. srpna 1923)
- 1854
  - Alphonse Allais, francouzský humorista, spisovatel a novinář († 28. října 1905)
  - Arthur Rimbaud, francouzský básník († 10. listopadu 1891)
- 1856 – František Josef z Auerspergu, rakouský voják a pozdější průmyslník ve Slatiňanech († 19. listopadu 1938)
- 1858 – John Burns, anglický politik († 24. ledna 1943)
- 1859 – John Dewey, americký filosof, pedagog a psycholog († 1. června 1952)
- 1863 – William Henry Young, anglický matematik († 7. července 1942)
- 1874 – Charles Ives, americký skladatel († 19. května 1954)
- 1882 – Béla Lugosi, maďarský filmový herec († 16. srpna 1956)
- 1890 – Jelly Roll Morton, americký klavírista († 10. července 1941)
- 1891 – James Chadwick, anglický fyzik, nositel Nobelovy ceny († 24. července 1974)
- 1892 – Branson DeCou, americký fotograf († 12. prosince 1941)
- 1899 – Robin Reed, americký zápasník, zlato na OH 1924 († 20. prosince 1978)
- 1900
  - Ismail al-Azhari, premiér Súdánu († 26. srpna 1969)
  - Georg Pahl, německý novinářský fotograf († 13. května 1963)
- 1901 – Hans-Otto Borgmann, německý hudební skladatel († 26. července 1977)
- 1904
  - Tommy Douglas, premiér kanadské provincie Saskatchewan († 24. února 1986)
  - Sergej Ignaťjevič Ruděnko, generál sovětského letectva († 10. července 1990)
- 1906 – Štefan Hoza, slovenský operní pěvec, libretista, historik († 6. dubna 1982)
- 1909
  - Carla Laemmle, americká herečka, neteř zakladatele Universal Studios Carla Laemmleho († 12. června 2014)
  - Monique Haasová, francouzská klavíristka († 9. června 1987)
- 1911 – Mona May Karffová, americká šachistka († 10. ledna 1998)
- 1917
  - Jean-Pierre Melville, francouzský filmový režisér a herec († 2. srpna 1973)
  - Stéphane Hessel, francouzský diplomat, filozof a spisovatel († 26. února 2013)
- 1923
  - Philip Whalen, americký básník a novelista († 26. června 2002)
  - Otfried Preußler, německý spisovatel († 18. února 2013)
- 1925
  - Art Buchwald, americký autor satirických novinových sloupků († 17. ledna 2007)
  - Roger Hanin, francouzský herec a režisér († 11. února 2015)
- 1928
  - Ču Žung-ťi, premiér Čínské lidové republiky
  - Josef Krawina, rakouský architekt († 2. prosince 2018)
  - Rudolf Zahradník, český fyzikální chemik, předseda Akademie věd ČR
- 1931
  - Hana Hegerová, zpěvačka a šansoniérka († 23. března 2021)
  - Vendelín Macho, vědec, chemik, vynálezce a politik († 11. července 2011)
  - Hans Waldenfels, německý fundamentální teolog († 12. listopadu 2023)
- 1934
  - Eddie Harris, americký saxofonista († 5. listopadu 1996)
  - Bill Chase, americký trumpetista († 9. srpna 1974)
- 1935
  - André Milongo, premiér Republiky Kongo 1991–1992 († 23. července 2007)
  - Jerry Orbach, americký herec († 29. prosince 2004)
- 1937 – Wanda Jacksonová, americká zpěvačka
- 1938 – Viktor Alexejevič Pronin, ruský spisovatel
- 1939 – Daniel Prévost, francouzský divadelní a filmový herec a humorista
- 1940
  - Philip Kinorra, britský bubeník a zpěvák
  - Jean Clair, francouzský historik umění
- 1942 – Christiane Nüssleinová-Volhardová, německá bioložka, Nobelova cena za fyziologii a medicínu 1995
- 1943 – Bugs Henderson, americký kytarista († 8. března 2012)
- 1945 – Gizela Gáfriková, slovenská básnířka a literární historička († 6. března 2014)
- 1946 – Elfriede Jelineková, rakouská spisovatelka, nositelka Nobelovy ceny
- 1949
  - Valerij Borzov, sovětský atlet – běžec na 100 a 200 m
  - James Michael Harvey, americký kardinál
- 1950
  - Tom Petty, americký hudebník (The Heartbreakers)
  - Chris Cannon, americký politik († 8. května 2024)
- 1952
- Edward Fagan, americký právník
- Dalia Icik, předsedkyně Knesetu
- Akif Pirinçci, německý spisovatel tureckého původu
- 1953 – Dave Dowle, anglický bubeník
- 1955 – Thomas Newman, americký hudební skladatel
- 1956 – Danny Boyle, britský filmový režisér a producent (Trainspotting)
- 1957
  - Hilda Solisová, americká politička
  - Manuel Huerga, španělský režisér a scenárista
- 1958
  - Lynn Flewelling, americká spisovatelka
  - Viggo Mortensen, americký herec
- 1960 – Nanette Raybaud, francouzská sportovní lezkyně
- 1961 – Dragiša Binić, srbský fotbalista
- 1962 – Martin Šulík, slovenský herec, scenárista, režisér a pedagog
- 1964 – Kamala Harris, 48. viceprezidentka USA
- 1965 – William Zabka, americký herec
- 1966 – Abú Musab az-Zarkáví, irácký militantní vůdce († 7. června 2006)
- 1967 – Erik Ahrnbom, švédský scenárista a herec
- 1969 – Labros Papakostas, řecký skokan do výšky
- 1971
  - Dannii Minogue, australská zpěvačka
  - Snoop Dogg, americký rapper a herec
- 1975 – Nadine Kleinertová, německá atletka
- 1979
  - John Krasinski, americký herec, režisér a scenárista
  - Paul O'Connell, irský ragbista
- 1980 – Alan Smith, anglický fotbalista
- 1982 – José Acasuso, argentinský tenista
- 1983 – Julia Bejgelzimerová, ruská tenistka
- 1987 – Deresse Mekonnen, etiopský běžec na střední trať
- 1989 – Yanina Wickmayerová, belgická tenistka
- 1990 – Jamie George, anglický ragbista

## Úmrtí

### Česko

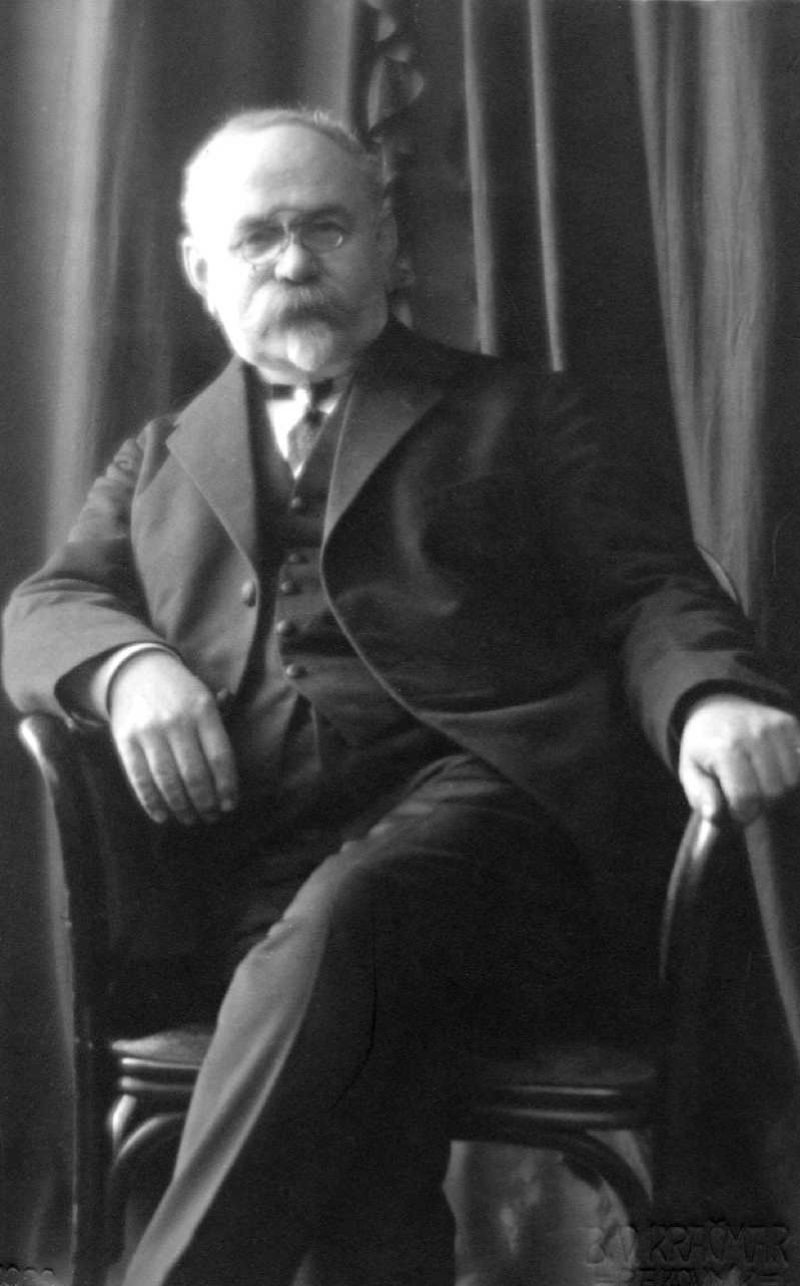
Josef Omáčka († 1939)

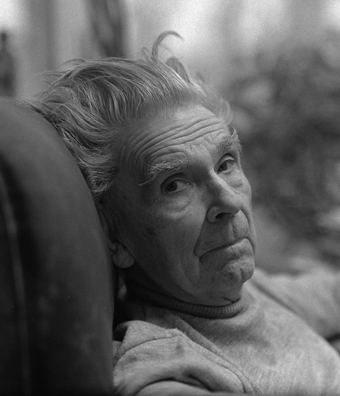
Willy Nowak († 1977)

- 1421 – Jan Sádlo ze Smilkova, šlechtic u dvora krále Václava IV. (* ?)
- 1554 – Jan Šentygar, niverzitní profesor, básník a lékař (* 1514)
- 1582 – Vratislav II. z Pernštejna, český šlechtic, diplomat a nejvyšší kancléř českého království (* 9. července 1530)
- 1636 – Jaroslav Kladenský z Kladna, šlechtic (* kolem 1579)
- 1723 – Jan František Krakowský z Kolowrat, šlechtic (* 2. červenec 1649)
- 1737 – Antonín Uhl, františkán (* ?)
- 1774 – Heřman Hannibal Blümegen, římskokatolický duchovní (* 1. června 1716)
- 1873 – Josef Eduard Kornyšl, politik a poslanec Moravského zemského sněmu (* 20. ledna 1824)
- 1877 – Gregor Kardasch, politik německé národnosti žijící v Čechách (* ?)
- 1880 – Václav Pour, český politik (* 10. července 1817)
- 1885 – Adolf Průcha, varhaník a hudební skladatel (* 16. června 1837)
- 1886 – Jan Havelka, moravský pedagog a spisovatel (* 23. listopadu 1839)
- 1910 – Jan Jaromír Hanel, právník (* 9. dubna 1847)
- 1911 – Josef Ševčík, římskokatolický kněz (* 25. února 1857)
- 1918 – Antonín Herget, podnikatel v průmyslu stavebního materiálu (* 19. září 1862)
- 1929 – Karel Driml, lékař, popularizátor vědy, autor loutkových her (* 2. ledna 1891)
- 1931 – Marie Laudová, česká herečka (* 16. srpna 1869)
- 1935 – Bohumír Bradáč, politik (* 31. ledna 1881)
- 1937 – Josef Přibík, hudební skladatel a dirigent (* 11. března 1855)
- 1939 – Josef Omáčka, varhaník a hudební skladatel (* 30. března 1869)
- 1941 – Hanuš Bonn, básník a literární kritik (* 5. července 1913)
- 1942 – Alfons Kavalec, odbojář a oběť Heydrichiády (* 29. července 1898)
- 1943 – Valentin Weinzettl, přírodovědec, pedagog a gymnaziální ředitel (* 13. únor 1858)
- 1944
  - Rudolf Mareš, sekretář Akademické YMCA, za protektorátu významná postava protinasistického odboje (* 22. prosince 1909)
  - Vítězslav Dvořák, levicový odbojář, popraven nacisty (* 15. prosince 1910)
  - Karel Sonnenfeld, moravský právník a člen odboje, oběť holocaustu (* 15. března 1883)
  - Bedřich Linhart, odborář popraven nacisty (* 9. dubna 1886)
  - Václav Rusý, student medicíny popraven nacisty (* 21. července 1911)
- 1947 – Jaroslav Zaorálek, překladatel (* 22. prosince 1896)
- 1951 – Rudolf Krupička, dekadentní básník a dramatik (* 4. prosince 1879)
- 1954 – Ladislav Kofránek, sochař (* 24. června 1880)
- 1955 – Adolf Míšek, kontrabasista a hudební skladatel (* 29. srpna 1875)
- 1960
  - František Spilka, dirigent, hudební skladatel (* 13. listopadu 1877)
  - Quido Vetter, matematik, pedagog a historik exaktních věd (* 5. června 1881)
- 1964 – Antonín Hojer, fotbalista (* 31. března 1894)
- 1968 – Karel Kašpařík, fotograf (* 8. září 1899)
- 1973 – Emil Seifert, fotbalista a trenér (* 28. dubna 1900)
- 1977 – Willi Nowak, malíř a grafik (* 3. října 1886)
- 1981 – Josef Hráský, archivář (* 31. prosince 1905)
- 1989 – Jiří Kořínek, esperantista a překladatel (* 1. října 1906)
- 1992 – Rudi Weissenstein, fotograf a reportér (* 17. února 1910)
- 1994
  - Richard Kozderka, hudební skladatel a violista (* 29. září 1908)
  - Josef Janáček, historik (* 9. října 1925)
  - Ivan Sviták, filosof, kritik a básník (* 10. října 1925)
  - Karel Kramule, výtvarník, scénograf a malíř (* 7. září 1920)
- 1996 – J. Bracken Lee, americký politik (* 7. ledna 1899)
- 2002
  - Martin Strnad, trenér ledního hokeje, sportovec a pedagog (* 8. listopadu 1914)
  - Jiří Tlustý, inženýr a vědec v oblasti strojařského výzkumu (* 5. ledna 1921)
- 2003 – František Balvín, lyžař a běžec na lyžích (* 7. listopadu 1915)
- 2004 – Kurt Goldberger, česko-německý filmový režisér (* 8. září 1919)
- 2005
  - František Kavka, historik (* 21. listopadu 1920)
  - Bohumil Kulhánek, politik – senátor za ODS (* 26. srpna 1941)
  - Eva Švankmajerová, výtvarnice a spisovatelka (* 25. září 1940)
- 2006 – Frank Vicari, americký jazzový saxofonista (* ?)
- 2007 – Miroslav Galuška, novinář, překladatel a politik (* 9. října 1922)
- 2008 – Ludmila Jandová, malířka a ilustrátorka (* 3. srpna 1938)
- 2013 – Věra Kočvarová, zpěvačka (* 14. července 1915)
- 2016 – Eugen Strouhal, antropolog, archeolog, lékař a muzejník (* 24. leden 1931)
- 2019
  - František Cerman, fotbalista (* 17. prosince 1944)
  - Jiří Kolouch, hokejista (* 24. dubna 1932)
  - Jiří Viewegh, českoněmecký lékař–gynekolog a spisovatel (* 15. ledna 1929)
- 2020
  - Jindřich Černý, divadelní historik a kritik (* 20. června 1930)
  - Zdeněk Dolanský, divadelní, televizní a filmový herec (* 4. ledna 1952)
  - Milan Holomoj, fotbalista (* 31. ledna 1937)
- 2021 – František Adamíček, fotbalista (* 21. července 1955)
- 2022 – Jiří Markovič, kriminalista a spisovatel (* 16. listopadu 1942)

### Svět

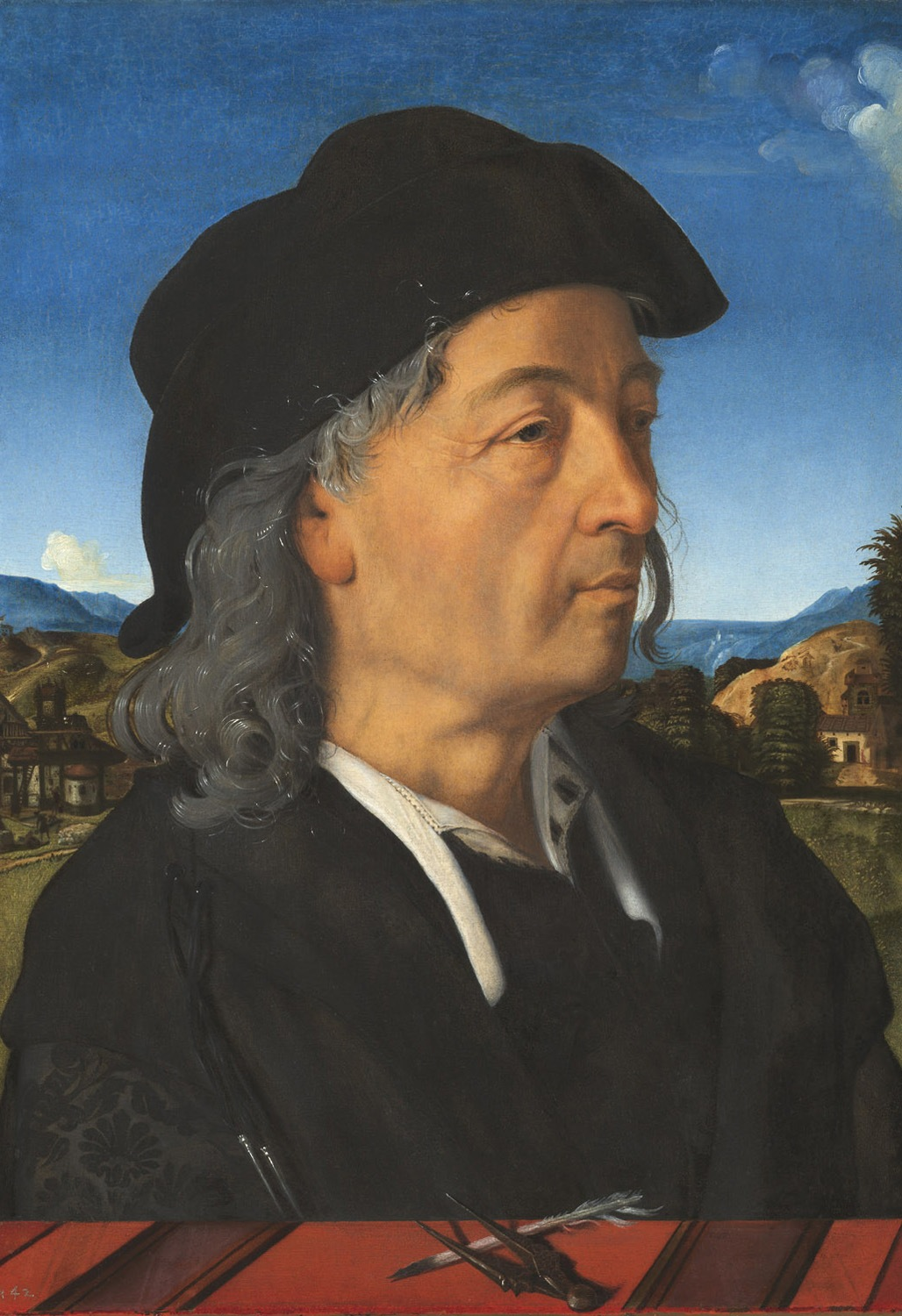
Giuliano da Sangallo († 1516)

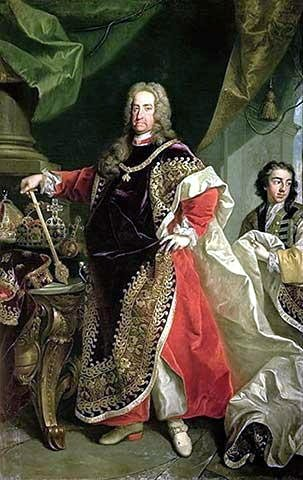
Karel VI. († 1740)

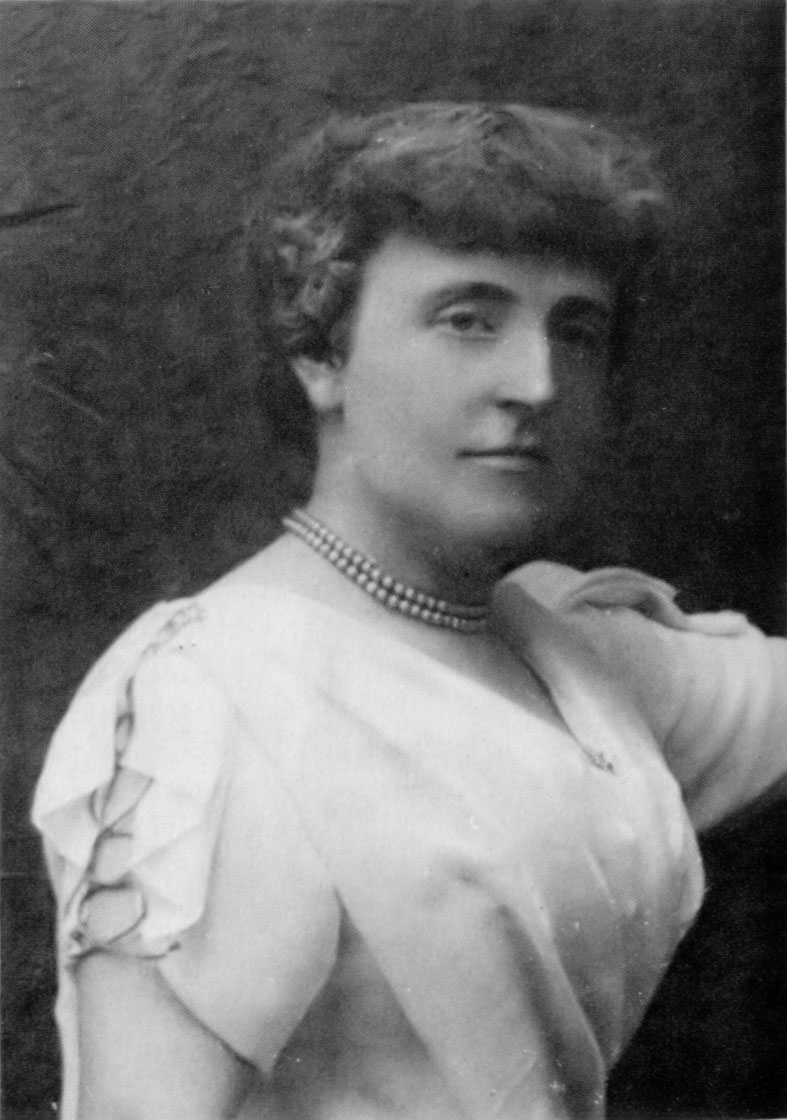
Frances Hodgson Burnettová (* 1924)

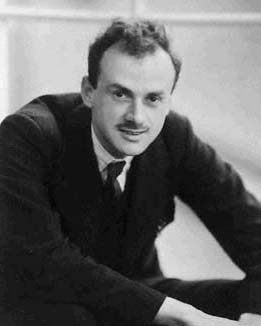
Paul Dirac (* 1984)

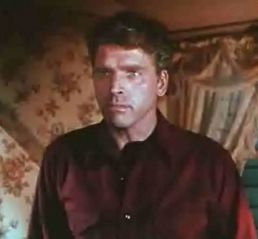
Burt Lancaster († 1994)

- 1139 – Jindřich Pyšný, bavorský šlechtic (* asi 1108)
- 1187 – Urban III., papež (* asi 1120)
- 1401 – Klaus Störtebeker, baltský a severomořský pirát (* kolem 1360)
- 1516 – Giuliano da Sangallo, italský renesanční architekt a sochař (* asi 1445)
- 1570 – João de Barros, portugalský historik a zeměpisec (* 1496)
- 1575
  - Kašpar Eberhard, německý luteránský teolog a pedagog (* 21. března 1523)
  - Cornelis Floris de Vriendt, vlámský sochař, tiskař a architekt (* 1514)
- 1582 – Vratislav II. z Pernštejna, český šlechtic, diplomat, nejvyšší kancléř českého království; zemřel u Lince (* 9. července 1530)
- 1631 – Michael Mästlin, německý matematik a astronom (* 30. září 1631)
- 1699 – František Otakar Starhemberg, rakouský šlechtic, dvořan a diplomat (* 9. května 1662)
- 1712 – Jan Filip z Lambergu, rakouský šlechtic a diplomat (* 25. května 1651)
- 1713 – Archibald Pitcairne, skotský lékař (* 25. prosince 1652)
- 1740 – Karel VI., císař římský, arcivévoda rakouský a král uherský (* 1. října 1685)
- 1752 – Louis de Cormontaigne, francouzský brigádní generál (* 1695/96)
- 1758 – Charles Spencer, 3. vévoda z Marlborough, britský vojevůdce a šlechtic (* 22. listopadu 1706)
- 1789 – Anne van Keppel, hraběnka z Albemarle, britská dvořanka a šlechtična (* 24. června 1703)
- 1794 – Ján Karlovský, slovenský osvícenský filosof (* 16. února 1721)
- 1796 – Gábor Dayka, maďarský preromantický básník (* 21. března 1769)
- 1800 – Jan Křtitel Horváth, maďarský fyzik a filozof (* 13. červenec 1732)
- 1813 – Donatien Rochambeau, francouzský generál (* 7. dubna 1750)
- 1821 – Alexandre-Angélique de Talleyrand-Périgord, francouzský arcibiskup a kardinál (* 18. října 1736)
- 1824 – Jan z Noailles, francouzský šlechtic a vědec (* 26. října 1739)
- 1833 – Ivan Ivanovič Martynov, ruský filolog a botanik (* 1771)
- 1842 – Allan Cunningham, skotský básník a spisovatel (* 7. prosince 1784)
- 1870 – Michael William Balfe, irský hudební skladatel (* 15. května 1808)
- 1881 – Jindřich Förster, německý římskokatolický církevní funkcionář (* 24. listopadu 1799)
- 1884 – Henryk Wodzicki, rakousko-polský politik (* 2. prosince 1813)
- 1889
  - Daniele Ranzoni, italský malíř (* 3. prosince 1843)
  - Kazimierz Wodzicki, rakouský ornitolog a politik (* 26. září 1816)
- 1890 – Richard Francis Burton, britský cestovatel, spisovatel, vědec a diplomat (* 19. března 1821)
- 1894
  - Alexandr III. Alexandrovič, ruský car (* 10. března 1845)
  - Ludwig Mauthner, rakouský oftalmolog (* 13. dubna 1840)
- 1896 – Félix Tisserand, francouzský astronom (* 13. ledna 1845)
- 1900 – Naim Frashëri, albánský básník a překladatel (* 25. května 1846)
- 1901 – Julian Niedzielski, rakouský architekt (* 18. května 1849)
- 1905 – Karel Maxmilian Seilern-Aspang, rakouský šlechtic a velkostatkář (* 26. února 1825)
- 1906 – Peter Pirquet, rakouský šlechtic a politik (* 31. ledna 1838)
- 1910 – Rudolf Khevenhüller-Metsch, rakousko-uherský diplomat (* 18. června 1844)
- 1919 – Karl Schachinger, rakouský politik (* 28. dubna 1860)
- 1920 – Max Bruch, německý hudební skladatel a dirigent (* 6. ledna 1838)
- 1922 – István Burián, ministr zahraničí Rakouska-Uherska (* 16. ledna 1851)
- 1924 – Frances Hodgson Burnettová, americká spisovatelka (* 24. listopadu 1849)
- 1926 – Eugene V. Debs, americký vůdce odborů (* 5. listopadu 1855)
- 1929 – José Batlle y Ordóñez, uruguayský politk a prezident (* 21. května 1856)
- 1935 – Arthur Henderson, skotský politik, nositel Nobelovy ceny (* 13. září 1863)
- 1936 – Anne Sullivanová, americká učitelka nevidomých dětí (* 14. dubna 1866)
- 1937 – Alexander Hoyos, rakousko-uherský diplomat (* 13. května 1876)
- 1940 – Erik Gunnar Asplund, švédský architekt (* 22. září 1885)
- 1944 – Gabriel Grovlez, francouzský klavírista, skladatel a dirigent (* 4. dubna 1879)
- 1946 – Piero Campelli, italský fotbalový brankář (* 20. prosinec 1893)
- 1948 – Mathilde Alanicová, francouzská spisovatelka (* 10. ledna 1864)
- 1949 – Jacques Copeau, divadelní režisér, producent, herec a dramatik (* 4. února 1879)
- 1950 – Henry L. Stimson, americký státník (* 21. září 1867)
- 1952
  - Petar S. Petrović, srbský herec a spisovatel (* 9. června 1899)
  - Michael Rostovtzeff, americký historik (* 10. listopadu 1870)
- 1953
  - Karol Sidor, slovenský novinář a politik (* 16. července 1901)
  - Franz Huber, rakouský křesťansko sociální politik (* 30. listopadu 1857)
- 1954 – Friedrich Hartjenstein, nacistický válečný zločinec (* 3. srpna 1905)
- 1955 – Ernst Sommer, český, německy píšící spisovatel (* 29. října 1888)
- 1956 – Lawrence Dale Bell, americký průmyslník (* 5. dubna 1894)
- 1958 – Paul Fidrmuc, německý novinář a špion (* 28. června 1898)
- 1964 – Herbert Hoover, 31. prezident USA (* 10. srpna 1874)
- 1965 – Georg Scharnagl, německý politik (* 26. února 1880)
- 1967 – Šigeru Jošida, japonský politik (* 22. září 1878)
- 1969 – Werner Janensch, německý paleontolog a geolog (* 11. listopadu 1878)
- 1971 – Shtjefën Kurti, albánský katolický kněz (* 24. prosince 1898)
- 1972 – Harlow Shapley, americký astronom (* 2. listopadu 1885)
- 1974
  - Julien Bryan, americký fotograf, filmař a dokumentarista (* 23. května 1899)
  - Vilho Pekkala, finský zápasník (* 3. dubna 1898)
- 1977
  - při letecké katastrofě zahynuli členové hudební skupiny Lynyrd Skynyrd
    - Cassie Gainesová (* 9. ledna 1948)
    - Steve Gaines (* 14. září 1949)
    - Ronnie Van Zant, americký zpěvák, textař (* 15. ledna 1948)

  - Viera Husáková, slovenská novinářka a překladatelka, manželka G. Husáka (* 14. června 1923)
  - Marie-Thérèse Walter, francouzská modelka a partnerka Pabla Picassa (* 13. července 1909)
- 1978 – Gunnar Nilsson, švédský pilot F1 (* 20. listopadu 1948)
- 1980
  - Arthur Beer, německý astronom (* 28. června 1900)
  - Robert Whittaker, americký ekolog (* 27. prosince 1920)
- 1982 – Jimmy McGrory, skotský fotbalista a trenér (* 26. dubna 1904)
- 1984
  - Paul Dirac, anglický fyzik, nositel Nobelovy ceny (* 8. srpna 1902)
  - Carl Ferdinand Cori, americko-rakouský biochemik, nositel Nobelovy ceny (* 5. prosince 1896)
- 1987
  - Andrej Nikolajevič Kolmogorov, ruský matematik (* 25. dubna 1903)
  - Jerzy Chromik, polský atlet (* 15. června 1931)
- 1989 – Dmitrij Konstantinovič Faddějev, ruský matematik (* 30. června 1907)
- 1991 – Vasyl Fedak, ukrajinský fotbalový brankář a trenér (* 15. září 1911)
- 1992 – Koča Popović, srbský komunistický politik (* 14. března 1908)
- 1993 – Stewart Granger, anglický herec (* 6. května 1913)
- 1994
  - Sergej Bondarčuk, ruský filmový herec a režisér (* 25. září 1920)
  - Burt Lancaster, americký filmový herec (* 2. listopadu 1913)
- 1995 – Riccardo Carapellese, italský fotbalista (* 1. červenec 1922)
- 1996 – J. Bracken Lee, americký politik (* 7. ledna 1899)
- 1997 – Henry Vestine, americký kytarista, člen Canned Heat (* 25. prosince 1944)
- 1999 – Jack Lynch, premiér Irska (* 15. srpna 1917)
- 2002 – Jiří Tlustý, česko-americký strojírenský výzkumník (* 5. ledna 1921)
- 2005
  - Shirley Horn, americká zpěvačka (* 1. května 1934)
  - Dane Zajc, slovinský básník, dramatik a spisovatel (* 26. října 1929)
  - Dan Anca, rumunský fotbalista (* 7. ledna 1947)
- 2006
  - Jane Wyattová, americká herečka (* 12. srpna 1910)
  - Frank Vicari, americký saxofonista (* ?)
- 2007 – Siegfried Zoglmann, pověřenec říšského vedoucího mládeže NSDAP (* 17. srpna 1913)
- 2008 – Sestra Emmanuelle, belgicko-francouzská řeholnice v Káhiře (* 16. listopadu 1908)
- 2010
  - Harvey Phillips, americký tubista (* 2. prosince 1929)
  - Ari Up, německá zpěvačka (* 17. ledna 1962)
  - Bob Guccione, americký žurnalista a zakladatel časopisu Penthouse (* 17. prosince 1930)
- 2011
  - Muammar Kaddáfí, libyjský voják a vládce Libye (* 1942)
  - Lorenzo Calafiore, italský zápasník (* 31. ledna 1935)
- 2012 – E. Donnall Thomas, americký lékař a profesor (* 15. března 1920)
- 2013
  - Lawrence Klein, americký ekonom, Nobelova cena 1980 (* 14. září 1920)
  - Jovanka Broz, choť jugoslávského prezidenta, Josipa Broze Tita (* 7. prosince 1924)
  - Dmitrij Zajkin, sovětský kosmonaut (* 29. dubna 1932)
- 2014
  - René Burri, švýcarský fotograf (* 9. dubna 1933)
  - Christophe de Margerie, francouzský byznysmen (* 6. srpna 1951)
  - Oscar de la Renta, americký módní návrhář (* 22. července 1932)
- 2015
  - France Bučar, slovinský politik a právník (* 2. února 1923)
  - Don Rendell, britský saxofonista (* 4. března 1926)
- 2016
  - Džunko Tabeiová, japonská horolezkyně, první žena na Mount Everestu (* 22. září 1939)
  - Sonja Hlávková, slovenská politička (* 5. června 1951)
- 2017 – Ladislav Dubóczy, silniční závodník (* 17. prosince 1931)
- 2018
  - Wim Kok, nizozemský politik (* 29. září 1938)
  - Pedro Luís Guido Scarpa, italský římskokatolický kněz (* 7. února 1925)
- 2020 – Bruno Martini, francouzský fotbalový brankář (* 25. ledna 1962)
- 2021
  - James Randi, kanadsko-americký jevištní kouzelník a vědecký skeptik (* 7. srpna 1928)
  - Mihaly Csikszentmihalyi, americko-maďarský psycholog (* 29. září 1934)
  - Hans Haselböck, rakouský varhaník a skladatel (* 26. července 1928)
  - Dragan Pantelić, jugoslávský (srbský) fotbalista (* 9. prosince 1950)

## Svátky

### Česko
- Vendelín, Vendelína
- Eunika
- Den stromů

Katolický kalendář
- Svatá Irena

### Svět
- Guatemala: Den revoluce
- Světový den statistiky (je-li rok dělitelný 5)
- Světový den osteoporózy

## Pranostiky
- Když na Vendelína drduje, tuhou zimu ohlašuje[2]

| 20. říjen v pražském KlementinuÚdaje jsou platné k 11. 3. 2025. | 20. říjen v pražském KlementinuÚdaje jsou platné k 11. 3. 2025. | 20. říjen v pražském KlementinuÚdaje jsou platné k 11. 3. 2025. |
| minimum                                                         | denní průměr                                                    | maximum                                                         |
| --------------------------------------------------------------- | --------------------------------------------------------------- | --------------------------------------------------------------- |
| −3,4 °C (1908)                                                  | 8,9 °C (od 1961)                                                | 22,9 °C (2021)                                                  |